# Sean Mahan
Sean Christopher Mahan (født 28. maj 1980) er en tidligere amerikansk fodbold-spiller fra USA, der spillede syv år i NFL, hvor han repræsenterede henholdsvis Tampa Bay Buccaneers og Pittsburgh Steelers. Han spiller positionen center.